# Distretto di Jung (Daegu)
Jung (Hangŭl: 중구; Hanja: 中區) è un distretto di Daegu. Ha una superficie di 7,08 km² e una popolazione di 80.693 abitanti al 2008.